# Собор святителей Новгородских
Собор святителей Новгородских, почивающих на Мартириевой паперти в соборе святой Софии — праздник Русской православной церкви в честь новгородских архиереев, погребённых в храме Святой Софии. Празднование совершается (по юлианскому календарю):
- 10 февраля вместе с памятью благоверной княгини Анны Новгородской;
- 4 октября вместе с памятью благоверного князя Владимира Ярославича;
- в 3-ю Неделю (воскресение) по Пятидесятнице с Собором Новгородских святых.

## История
Новгородских архиереев традиционно погребали на Мартириевой («Златой») паперти Новгородского Софийского собора. По преданию, 4 октября 1439 года архиепископу Евфимию явился святитель Иоанн и повелел ему установить в день памяти святителя Иерофея Афинского (4 октября) сугубую панихиду по погребённым в Софийском соборе князьям, архиепископам Новгородским и всем православным христианам. Позднее день панихиды стал днём соборной памяти новгородских архиереев. Празднование было установлено в период между Московским собором 1549 года и учреждением Синода.

## Список святых
В Собор Новгородских святителей входят:
- Святитель Иоаким Корсунянин, первый епископ Новгородский (992—1030)
- Святитель Лука Жидята, епископ Новгородский (1030; 1035?-1060, † 15 октября 1060)
- Святитель Герман, епископ Новгородский (1078—1096)
- Святитель Аркадий, епископ Новгородский (1157—1162; память 18 сентября)
- Святитель Григорий, архиепископ Новгородский (1187—1193; † 24 мая 1193)
- Святитель Мартирий, архиепископ Новгородский (1193—1199; † 24 августа 1199)
- Святитель Антоний, архиепископ Новгородский (1212—1220; 1226—1228; † 8 октября 1231)
- Святитель Василий Калика, архиепископ Новгородский (1331—1352; † 3 июля 1352)
- Святитель Симеон, архиепископ Новгородский (1416—1421; † 15 июня 1421)
- Святитель Геннадий, архиепископ Новгородский (1484—1504; память 4 декабря)
- Святитель Пимен, архиепископ Новгородский (1553—1571)
- Святитель Аффоний, митрополит Новгородский (1635—1648; † 6 апреля 1653)

Мощи этих святителей были погребены или перенесены в Новгородский Софийский собор (кроме святителя Германа, святителя Геннадия и святителя Пимена, почему в некоторых источниках и не названы их имена в числе Собора).